# Ottenstein (Ahaus)
Ottenstein ist ein Stadtteil von Ahaus im Westmünsterland.

## Geographie
Ottenstein liegt ca. 6,5 km westlich von Ahaus und ist ca. 7 km von der niederländischen Grenze entfernt. Zu Ottenstein gehören unter anderem die Bauerschaften Hörsteloe und Feldmark.

## Geschichte
Im Jahr 1292 wurde erstmals eine Kapelle in Ottenstein erwähnt. Der Pfarrpatron ist St. Georg.
Der Name Ottenstein bezieht sich auf die Burg Ottenstein, die sich ehemals in Ottenstein befand.
Diese Burg wurde um 1316 unter dem Edelherren Otto von Ahaus erbaut und aus Stein errichtet, was derzeit noch nicht die Regel war. Die Burg ging 1325 an die Grafen von Solms über; seit 1408 war sie in der Hand der Bischöfe von Münster, diese bauten sie zu einer Landesburg aus. Im 18. Jahrhundert verfiel das Gebäude und wurde abgetragen. Aus den wiedergewonnenen Steinen ist die Pfarrkirche in Ottenstein errichtet worden.

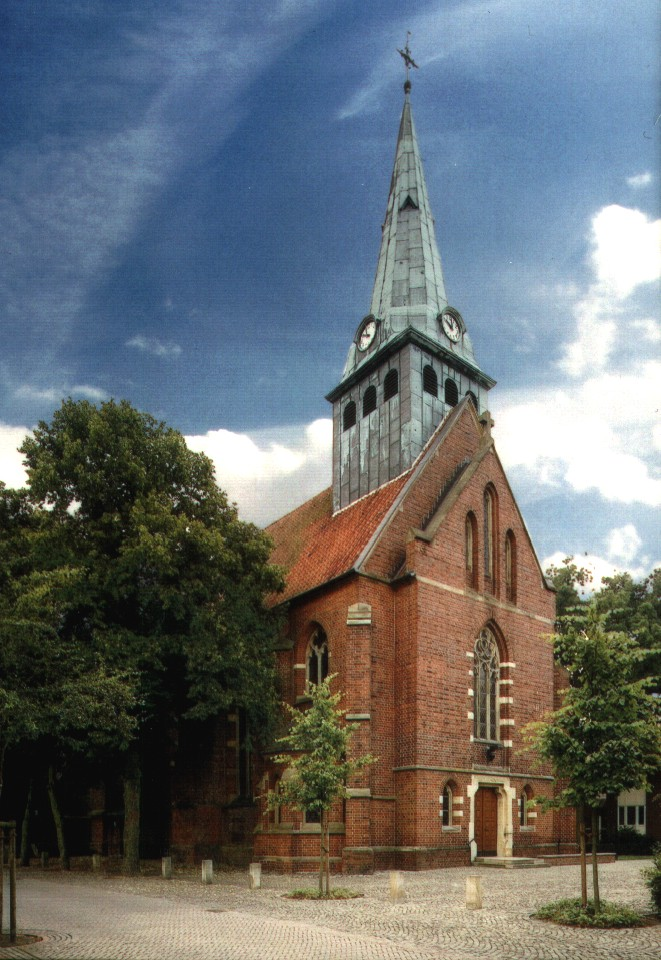
Haupteingang der Pfarrkirche

Der südliche, vor der Burg gelegene Ort wurde 1386 als Stadt bezeichnet, im 16. Jahrhundert erweitert und mit Gräben befestigt. Der Ort verlor 1623 die alten Rechte, 1589 und 1635 brannte er nach einer Belagerung ab.
Am 1. Januar 1975 wurde Ottenstein durch § 36 Münster/Hamm-Gesetz in die Stadt Ahaus eingegliedert.

## Kultur und Sehenswürdigkeiten
Am Sportplatz steht die Marienkapelle. Der verputzte Saalbau mit dreiseitigem Schluss, einem Dreistaffelgiebel, sowie einem Dachreiter wurde von 1791 bis 1793 errichtet. Ein Umbau wurde 1894 vorgenommen. An der Stirnwand ist ein beeindruckender, weiß gefasster Kruzifixus aus Holz angebracht. Er stammt von der zweiten Hälfte des 17. Jahrhunderts.
In Ottenstein gibt es alljährlich am Rosenmontag einen großen Karnevalsumzug. Im Wechsel mit der Bauerschaft Hörsteloe findet alle zwei Jahre das traditionelle Schützenfest statt. In der Wacholderheide Hörsteloe findet man noch Reste der ursprünglichen Heidelandschaft.

## Persönlichkeiten
- Jens Spahn (* 1980 in Ahaus), deutscher Politiker (in Ottenstein aufgewachsen)
- Fabian Herbers (* 1993 in Ahaus), deutscher Fußballspieler
- Dieter Meis (* 1948 in Ahaus), ehemaliger deutscher Fußballspieler